# Patricia Urquiola
Patricia Urquiola Hidàlgo (Oviedo, 1961) è una designer e architetta spagnola.

## Biografia
Patricia Urquiola nasce a Oviedo, in Spagna, da Juan María Urquiola Permisán (1928-2017), imprenditore nel campo del gas, e Lucía  Hidàlgo, e studia architettura alla Universidad Politécnica de Madrid. Si trasferisce a Milano per terminare gli studi al Politecnico di Milano, dove si laurea nel 1989 sotto la guida di Achille Castiglioni. Lavora con Vico Magistretti e, più tardi, come Head of Design per Lissoni Associati.
Ha ricevuto la Medaglia d’Oro al Merito nelle Belle Arti del Governo spagnolo e la Croce dell’Ordine di Isabella la Cattolica. Nel 2023 è stata nominata Ambasciatrice Onoraria di Marca España. Nel 2024 è entrata a far parte della Real Academia de Bellas Artes de San Fernando ed è stata insignita del titolo di Cavaliere della Repubblica dal Presidente della Repubblica Italiana per i suoi meriti.
Nel 2001 apre il suo studio a Milano che si occupa di architettura, design, arte, direzione creativa, consulenza strategica, allestimenti, grafica e sviluppo di concept.
Patricia Urquiola è Art Director di Cassina dal 2015 e collabora con importanti aziende nazionali e internazionali come Flos, Moroso, Driade, GAN, Andreu World, Glas Italia, cc-tapis, Kettal, Kvadrat, Haworth, BMW, Boeing, Loewe, Louis Vuitton e Missoni.
Tra i suoi progetti più significativi in ambito architettonico ci sono Casa Brera, Six Senses Rome, Mandarin Oriental Hotel a Barcellona, Das Stue Hotel a Berlino, la spa del Four Seasons Hotel di Milano e Il Sereno Hotel a Como; showroom e installazioni per Cassina, Biennale di Venezia, BMW, Missoni, Moroso, Ferrari, Swarovski e Santoni.
Il lavoro di Patricia Urquiola è esposto in numerosi musei d'arte e design nel mondo, tra cui il MoMa di New York, il Musée des Arts Décoratifs di Parigi, la Triennale di Milano, il Design Museum di Monaco, la National Gallery of Victoria a Melbourne, il Vitra Design Museum di Basilea, il Victoria & Albert Museum di Londra, il Design Museum di Zurigo, lo Stedelijk Museum di arte moderna e contemporanea ad Amsterdam, il Design Museum di Barcellona e il Philadelphia Museum of Art.
Patricia Urquiola è stata docente ospite in varie università come l'Università Bocconi, Domus Academy, l'Harvard University e il Politecnico di Milano, dove fa parte dell'Advisory Board. Fa parte anche del Comitato Scientifico della Fondazione Museo Del Design, del Consiglio di Amministrazione della Triennale di Milano e dell’Advisory Board di Altagamma in qualità di membro onorario. È stata Ambassador del Milan Expo nel 2015.
Ha inoltre tenuto conferenze in numerosi eventi culturali, tra cui Design Shanghai, la Design Week di Istanbul, l’Expressive Design Conference presso il Vitra Design Museum di Weil am Rhein, in Germania, la Bloomberg Design Conference a San Francisco, Festarch Perugia, il Festival della Mente a Sarzana e il Festivaletteratura di Mantova, oltre a molti altri eventi in Italia.
È stata nominata Designer of the Year da Wallpaper, Dezeen, Frame, Elle Decor International, AD España e Architektur und Wohnen, oltre che da molte altre riviste.

## Progetti selezionati di architettura

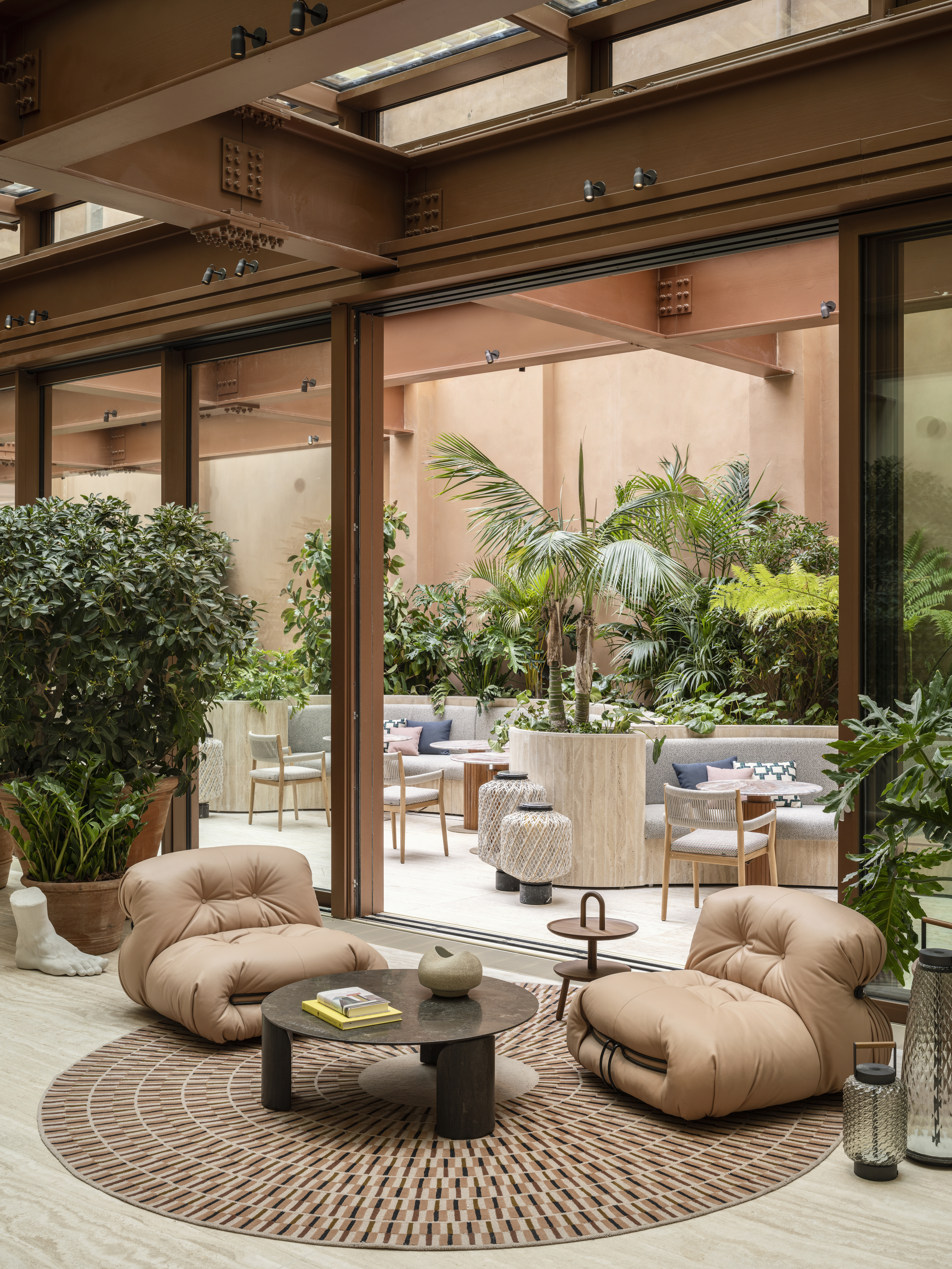
Six Senses Rome (2023)

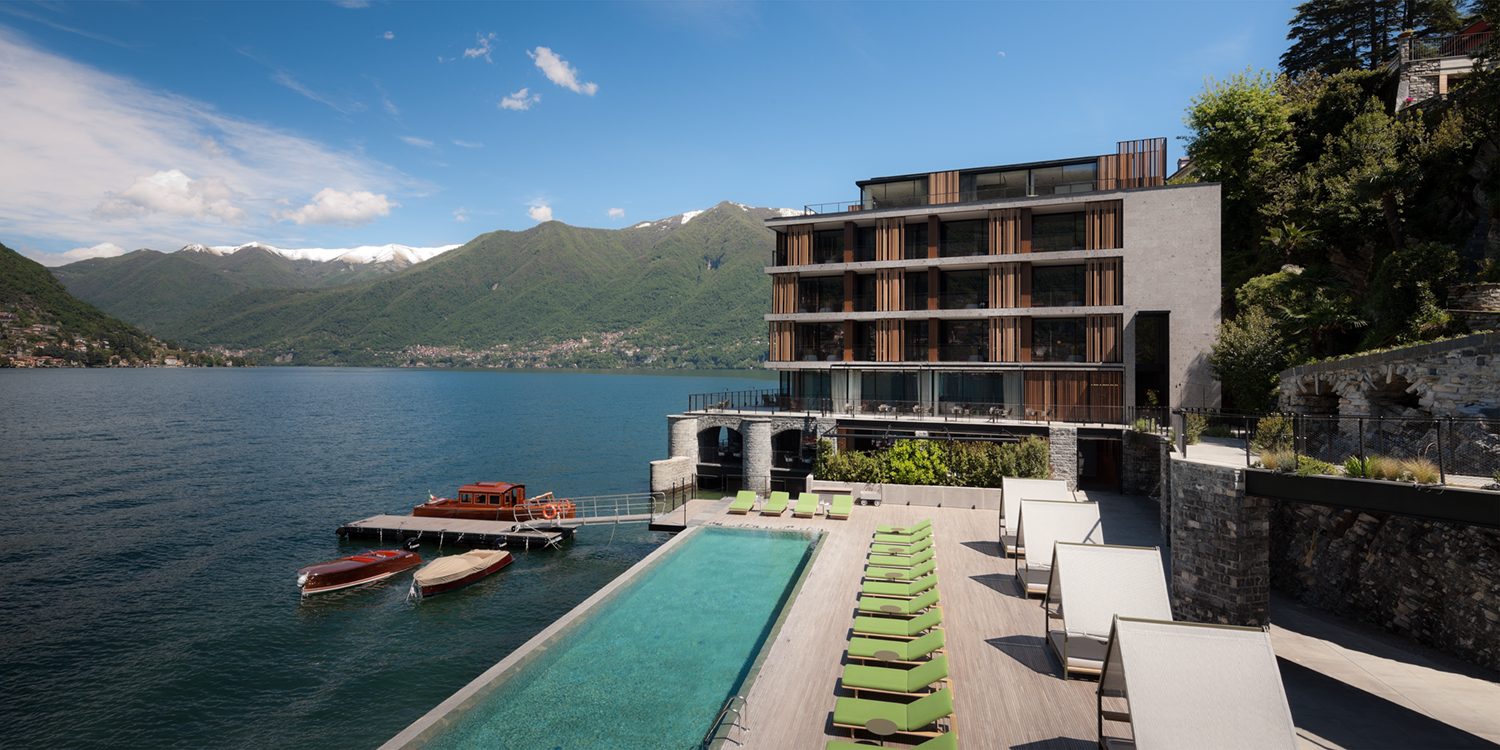
Il Sereno (2016 - 2021)

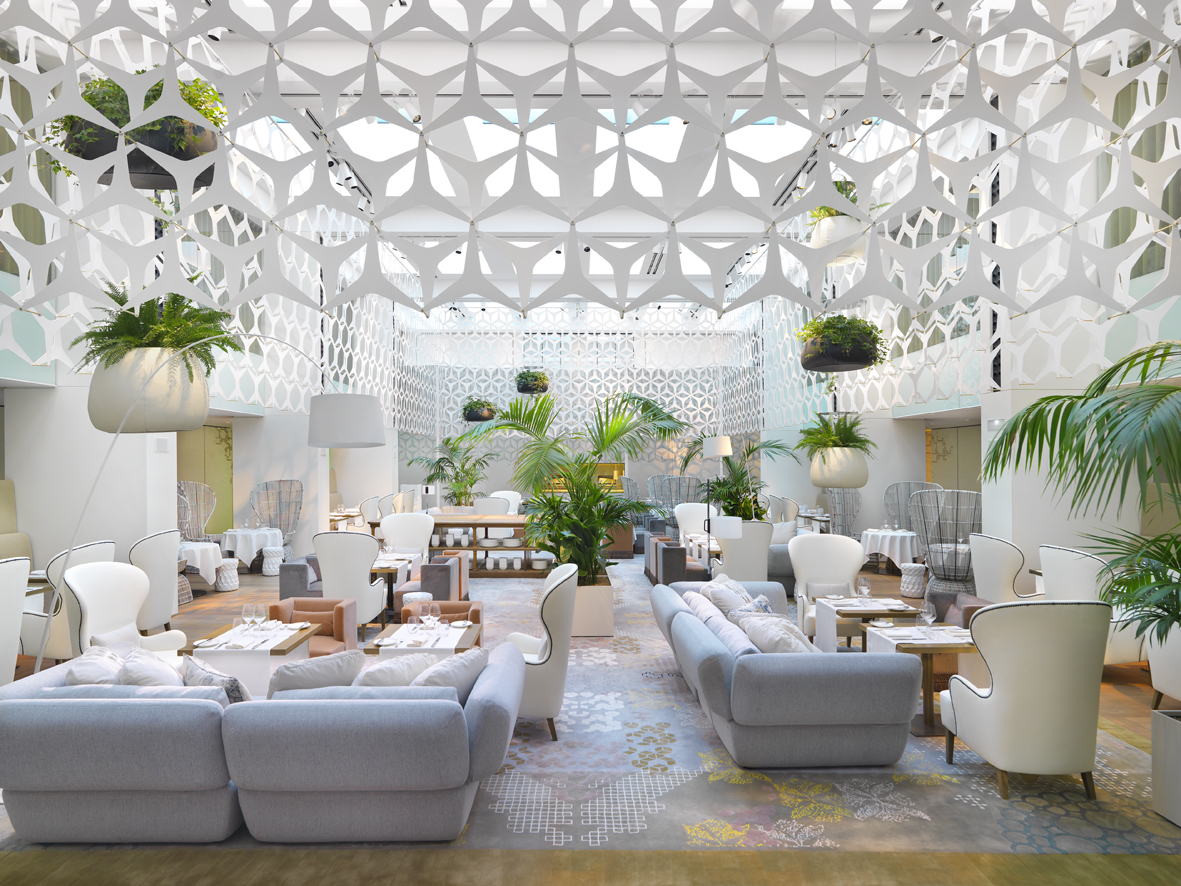
Mandarin Oriental Hotel (2010)

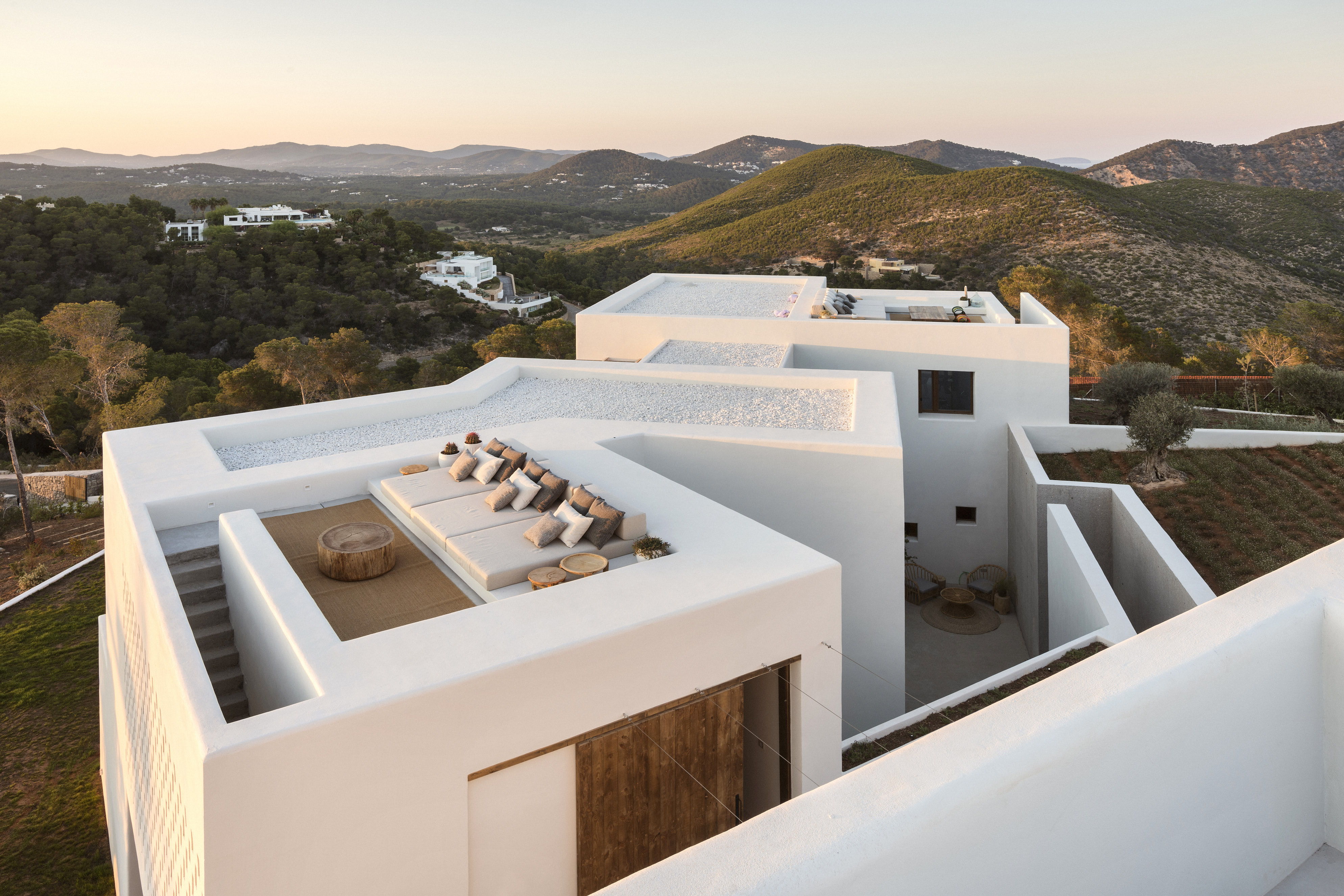
Private Villa, Ibiza (2018)

### Hospitality
- 2025:
  - Jumeirah Capri Palace, 5 suites, Anacapri, Italia
  - IGNIV Ristorante, Andermatt, Svizzera

- 2024:
  - Casa Brera, Milano, Italia
  - The Emory Hotel, terzo e quarto piano, Londra, Regno Unito
- 2023:
  - Casa Perbellini 12 Apostoli, ristorante, Verona, Italia
  - Six Senses Rome, Roma, Italia
  - The Rome EDITION, Roma, Italia
- 2022: 
  - Laguna Faro suites, Grado, Italia
  - Raemian Gallery, Seoul, Corea del Sud
- 2021: 
  - Ca Di Dio, Venezia, Italia
  - Four Seasons Hotel, Common Areas, Milano, Italia
  - Haworth Hotel, Holland, Michigan, USA
- 2020:
  - IGNIV, ristorante[1], Zurigo, Svizzera
  - IGNIV, ristorante[2], Bangkok, Tailandia
- 2019:
  - JW Marriott Hotel lounge, Seoul, Corea del Sud
- 2018:
  - Nirolhu Private Residence, Veela Private Island, Maldives[3]
  - Ristorante Eskalduna Eneko[4], Bilbao, Spagna
- 2017:
  - Il Sereno Spa, Como, Italia
  - 403030 Kitchen, Milano, Italia[5]
- 2016:
  - Hotel Room Mate Giulia, Milano, Italia[6]
  - Villa Pliniana, Como, Italia
  - Hotel Oasia, Singapore
  - Ristorante Berton Al Lago, Como, Italia[7]
  - Ristorante Igniv, Badrutt's Palace, Saint Moritz, Svizzera
  - Ristorante Igniv, Grand Resort, Chef Andreas Caminada, Saint Moritz, Svizzera
- 2015:
  - Hotel Il Sereno, Como, Italia[8]
  - Heart Disco Restaurant, Ibiza, Spagna
- 2014:
  - Hotel Mandarin Oriental Extension, Barcelona, Spagna[9]
- 2012:
  - Hotel Das Stue, Berlin, Germania[10]
  - Ristorante Cinco, Chef Paco Perez, Hotel Das Stue, Berlino
  - Ristorante The Casual, Hotel Das Stue, Berlino
  - Bar Stue, Hotel Das Stue, Berlino
- 2011:
  - Four Seasons Milano Spa, Milano, Italia
- 2010:
  - Hotel Mandarin Oriental, Barcelona, Spagna
  - W Hotel, Vieques, Porto Rico[11]
  - Boujis Bar Promenade du Port, Porto Cervo, Italia
  - Bankers Bar, Mandarin Oriental Barcelona, Spagna
  - Ristorante Moments, Mandarin Oriental Barcelona, Spagna
  - Ristorante Blanc, Mandarin Oriental Barcelona, Spagna
  - Mimosa Garden, Mandarin Oriental Barcelona, Spagna
  - Ristorante Terrat, W Hotel, Vieques, Porto Rico
  - Ristorante Sorcé, W Hotel, Vieques, Porto Rico
  - Wet Bar, W Hotel, Vieques, Porto Rico
  - W Cafè, W Hotel, Vieques, Porto Rico
  - Doha Airport Bar e Museum Shop, Doha, Qatar

### Installazioni
- 2025:
  - The Other Side Of The Hill, Biennale architettura, Venezia, Italia
  - Elle Decor Alchemica, Palazzo Bovara, Milano, Italia
  - Kettal Stand Salone del Mobile, Milano, Italia
  - Among us, Heimtextil, Messe Frankfurt, Germania
  - The Cassina Perspective, Cassina Durini, Milano, Italia
  - Louis Vuitton Objets Nomades installation
- 2024:
  - El Paron, Interni Cross Vision, Università degli studi di Milano, Milano, Italia
  - Cimento Stand Salone del Mobile, Milano, Italia
  - Haworth Neocon , THE MART, Chicago, Illinois, USA
  - The Cassina Perspective, Cassina Durini, Milano, Italia
  - Louis Vuitton Objets Nomades installation
- 2023:
  - Le voyage recommencè Cartier installation, Villa Reale Marlia, Lucca, Italia
  - Haworth Neocon , THE MART, Chicago, Illinois, USA
  - Technogym Booth at ARCOmadrid, ARCO, Madrid, Spagna
  - Echoes Cassina, 50 years of iMaestri, Milano, Italia
  - The Cassina Perspective, Cassina Durini, Milano, Italia
  - Louis Vuitton Objets Nomades installation
- 2022:
  - Il Galateo at Milan Design Week, Buccellati, Milano, Italia
  - Louis Vuitton Objets Nomades Installation, Doha, Qatar
  - Cimento Stand Salone del Mobile, Milano, Italia
  - Haworth Neocon, THE MART, Chicago, Illinois, USA
  - The Cassina Perspective, Cassina Durini, Milano, Italia
- 2021:
  - Louis Vuitton Objets Nomades installation Design Miami, Miami, USA
  - Sixième Sens Cartier installation, Torno, Como, Italia
  - The Cassina Perspective, Cassina Durini, Milano, Italia
- 2019:
  - The Cassina Perspective, Cassina Durini, Milano, Italia[12]
  - Progressive Luxury meets Creative Intelligence, BMW Welt, Monaco di Baviera, Germania[13]
- 2018:
  - Life In Vogue, Salone del Mobile, Milano, Italia[14]
  - Libreria Electa, Milano, Italia[15]
- 2017:
  - Cassina 9.0, Fondazione Feltrinelli, Milano, Italia[16]
- 2015:
  - Signorina Misteriosa, Ferragamo, Milano, Italia
  - The Revolving Room, Salone del Mobile, Milano, Italia[17]
- 2014:
  - L'Incoronazione di Poppea, Scenografia Opera, Oviedo, Spagna
  - The Dwelling Lab, BMW, Salone del Mobile, Milano, Italia[18]

### Mostre
- 2020:
  - Nature Morte Vivante[19], mostra personale, Madrid Design Festival, Spagna
- 2018:
  - A Castiglioni, Triennale di Milano, Milano, Italia[20]
  - Don't treat me like an object, installazione VR con Federico Pepe[21], Fuorisalone, Milano, Italia
- 2017:
  - Ferrari Under The Skin, The Design Museum, Londra, UK[22]
  - Ferrari Under The Skin, Maranello, Italia
  - Patricia Urquiola: Between Craft and Industry, Philadelphia Museum of Art, Philadelphia, USA[23]
- 2016:
  - Stanzas, Elle Decor Grand Hotel, Catanzaro, Italia[24]
- 2011:
  - O'Clock - Time Design, Design Time, Triennale di Milano, Milano, Italia[25]
  - Ossimoro, Casabella Lab, Milano, Italia[26]
  - Not For All[27], Nilufar Gallery, Milano, Italia
- 2010:
  - Cosas, Feria Habitat Valencia, Spagna[28]
- 2008:
  - Nowhere-Now-Here, Contemporary Art Museum, Gijon, Spagna
- 2006:
  - Pelle D'Asino, Abitare il Tempo, Verona, Italia

### Navale
- 2022:
  - Sanlorenzo SD90 Yacht interior
  - Sanlorenzo SD118 Yacht interior
- 2019:
  - Yacht SD96, Sanlorenzo Yacht interior
- 2018:
  - Celebrity Cruises, Celebrity Edge
  - Tui Cruise, Mein Schiff

### Residenziale
- 2024:
  - Private apartment in Milan, Milano, Italia
- 2022:
  - Private Mountain House Bormio, Bormio, Italia
- 2020:
  - Lodha Residential, spazi comuni, Londra, UK
- 2019:
  - Casa Privata, Laglio, Como, Italia
  - Lodha Clubhouse, Mumbai, India
- 2018:
  - Villa Privata, Ibiza, Spagna
- 2016:
  - Villa Privata, Melbourne, Australia
- 2010:
  - Villa Privata, Udine, Italia
- 2009:
  - Appartmento, Milano, Italia
- 2006:
  - Beach Villa, Punta del Este, Uruguay

### Retail
- 2025:
  - Santoni - Boutique 2025, Milano, Italia
- 2024:
  - Andreu World Showroom, Dubai, Emirati Arabi Uniti
  - Andreu World Showroom, Tokio, Giappone
  - Andreu World Showroom, Milano, Italia
- 2023:
  - Ecoalf Shop, Milano, Italia
- 2022:
  - Fabiana Filippi flagship store, Milano, Italia
- 2019:
  - Missoni Boutique, Bangkok, Tailandia
  - Missoni Boutique, New York, USA
  - Swarovski Crystal Studio[29], retail concept e store di via Dante, Milano, Italia
- 2018:
  - Gianvito Rossi Boutique Donna, Roma, Italia
  - Missoni Boutique, Jakarta, Indonesia
  - Gianvito Rossi Corner, Nionbashi, Giappone
  - Missoni Shop, Gaegu, Corea del Sud
  - Gianvito Rossi Boutique, Montecarlo
- 2017:
  - Panerai Boutique, Londra, UK
  - Gianvito Rossi Boutique Uomo, Milano, Italia
  - Gianvito Rossi Boutique Uomo, Parigi, Francia
  - Missoni Boutique, Dubai, UAE
  - Panerai Harrods, Londra, UK
  - Panerai Harrods, Los Angeles, USA
  - Panerai Harrods, Beverly Hills, USA
  - Panerai Harrods, Dubai, UAE
  - Panerai Harrods, Shanghai, Cina
  - Panerai Harrods, Melbourne, Australia
- 2016:
  - Missoni Boutique, Firenze, Italia
  - Gianvito Rossi Boutique, Los Angeles, USA
  - Officine Panerai, Parigi, Francia
  - Panerai Toronto, Canada
  - Panerai, Las Vegas, USA
  - Panerai, Singapore, USA
  - Panerai, Ginza, Japan
  - Panerai , Hangzhou, Cina
- 2015:
  - Panerai, Milano, Italia
  - Missoni Flagship, Parigi, Francia
  - Gianvito Rossi Boutique, NYC, USA
  - Panerai, Miami, USA
  - Missoni Boutique, Riyadh, Saudi Arabia
  - Missoni Boutique, Singapore
  - Officine Panerai, Parigi, Francia
- 2014:
  - Missoni Boutique, Firenze, Italia
  - Officine Panerai, Firenze, Italia
  - Gianvito Rossi Boutique, Londra, UK
  - Santoni Boutique, NYC, USA
  - Missoni, Hong Kong
- 2013:
  - Missoni Flagship, Milano, Italia

### Showrooms
- 2020:
  - Haworth, Lione, Francia
  - Casa Mutina, Milano, Italia
- 2019:
  - Budri, Milano, Italia
  - Haworth, NYC, USA
  - BMW Welt, Monaco, Germania
- 2018:
  - Cassina, Milano, Italia
  - Haworth, Madrid, Spagna
- 2017:
  - Cassina, Parigi, Francia
  - Haworth, Francoforte, Germania
  - Kettal, Barcelona, Spagna
- 2016:
  - Haworth, Londra, UK
  - Laufen, Madrid, Spagna
  - Cassina, Madrid, Spagna
- 2015:
  - Molteni & C, Tokyo, Giappone
  - Cassina, NYC, USA
- 2011:
  - Scholtès, Londra, UK
- 2009:
  - Flos/Moroso, Londra, UK
- 2007:
  - Moroso, NYC, USA
- 2006:
  - B&B Italia, Barcellona, Spagna
- 2004:
  - Knoll, Milano, Italia
- 2002:
  - Moroso, Milano, Italia

### Uffici
- 2024:
  - IXC Cassina offices, Tokyo, Giappone
- 2022:
  - Mutina Headquarters, Fiorano Modenese, Italia

- 2019:
  - Marienturm & Marienforum Towers, Francoforte, Germania

- 2018:
  - Cassina Via Durini, Milano, Italia
- 2017:
  - Cassina Headquarters, Meda, Italia
- 2016:
  - Haworth Headquarters, Holland, Michigan, USA
- 2012:
  - Patricia Urquiola Studio, Milano, Italia

## Progetti Selezionati di Design
- 2025:

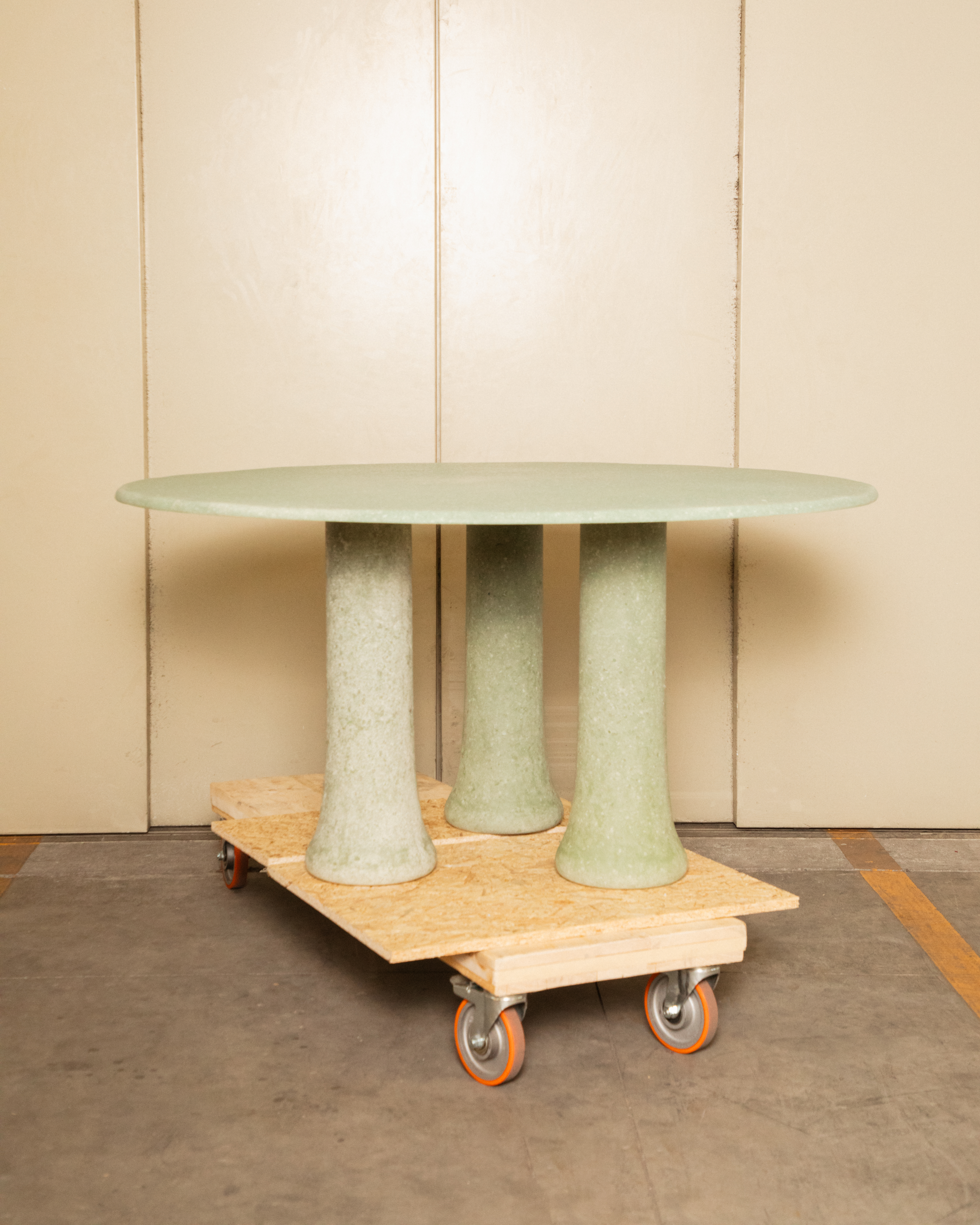
Babar, Glas Italia (2024)

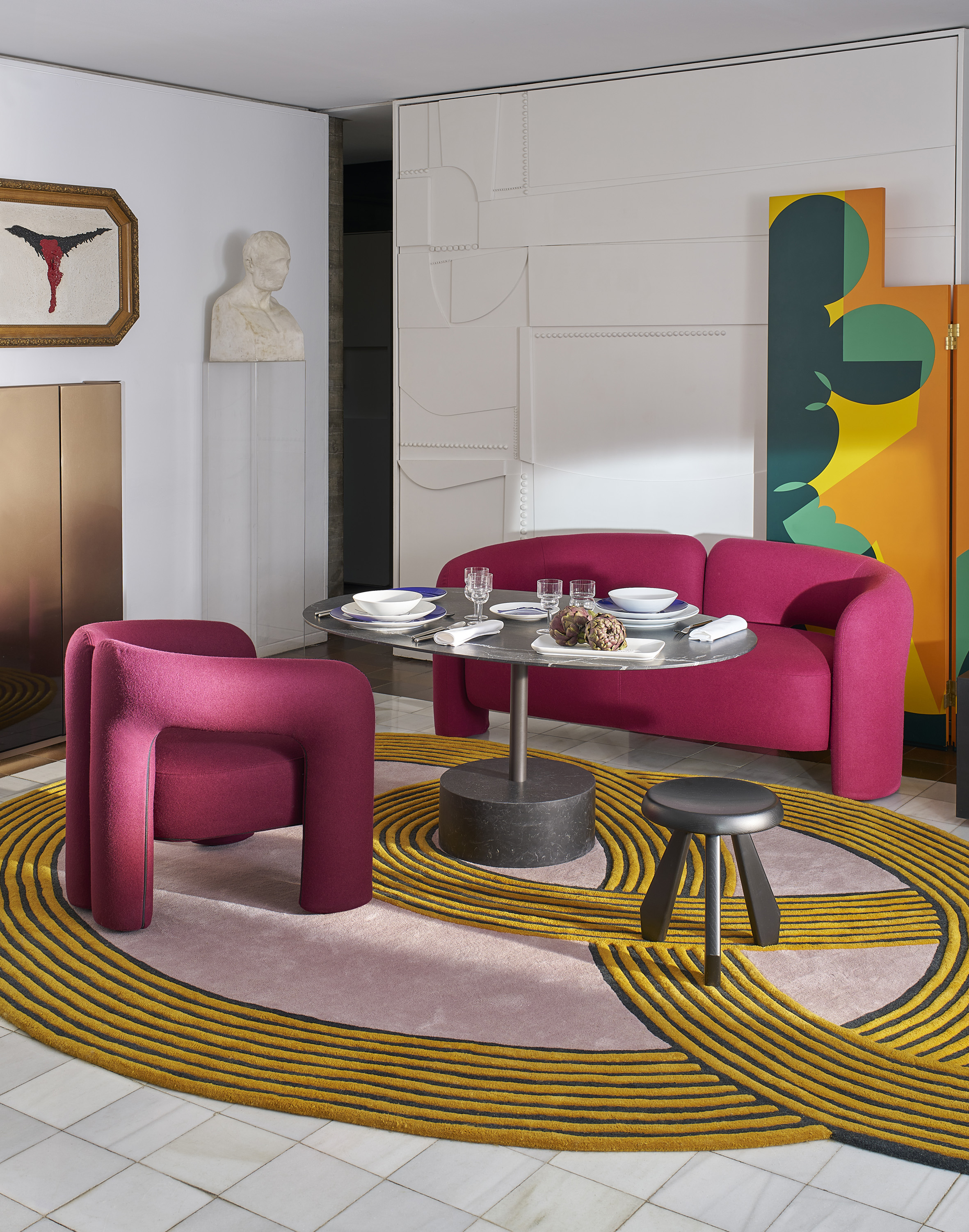
Dudet Sofa & Armchiar, Cassina (2024)

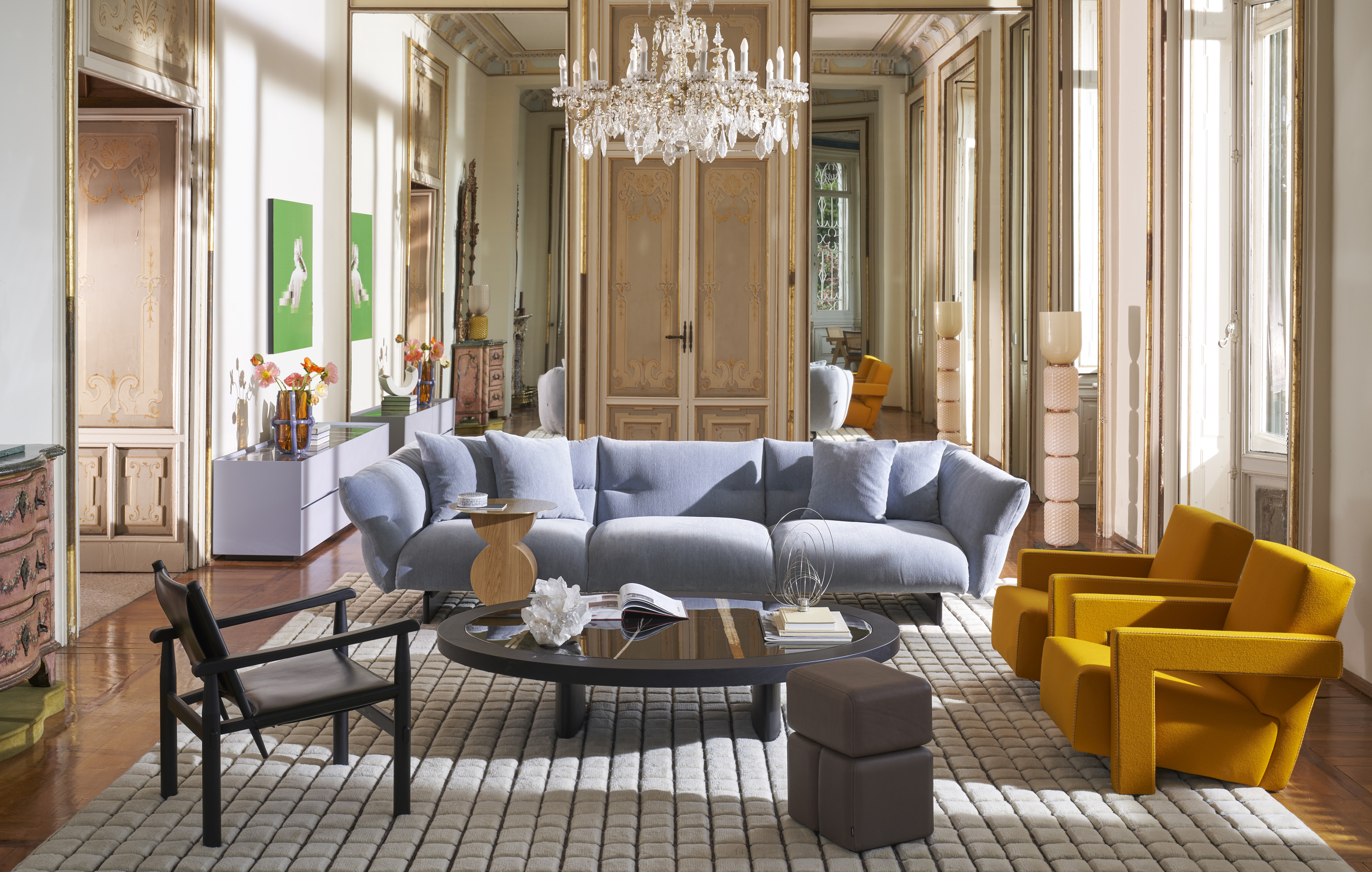
Moncloud Sofa, Cassina (2023)

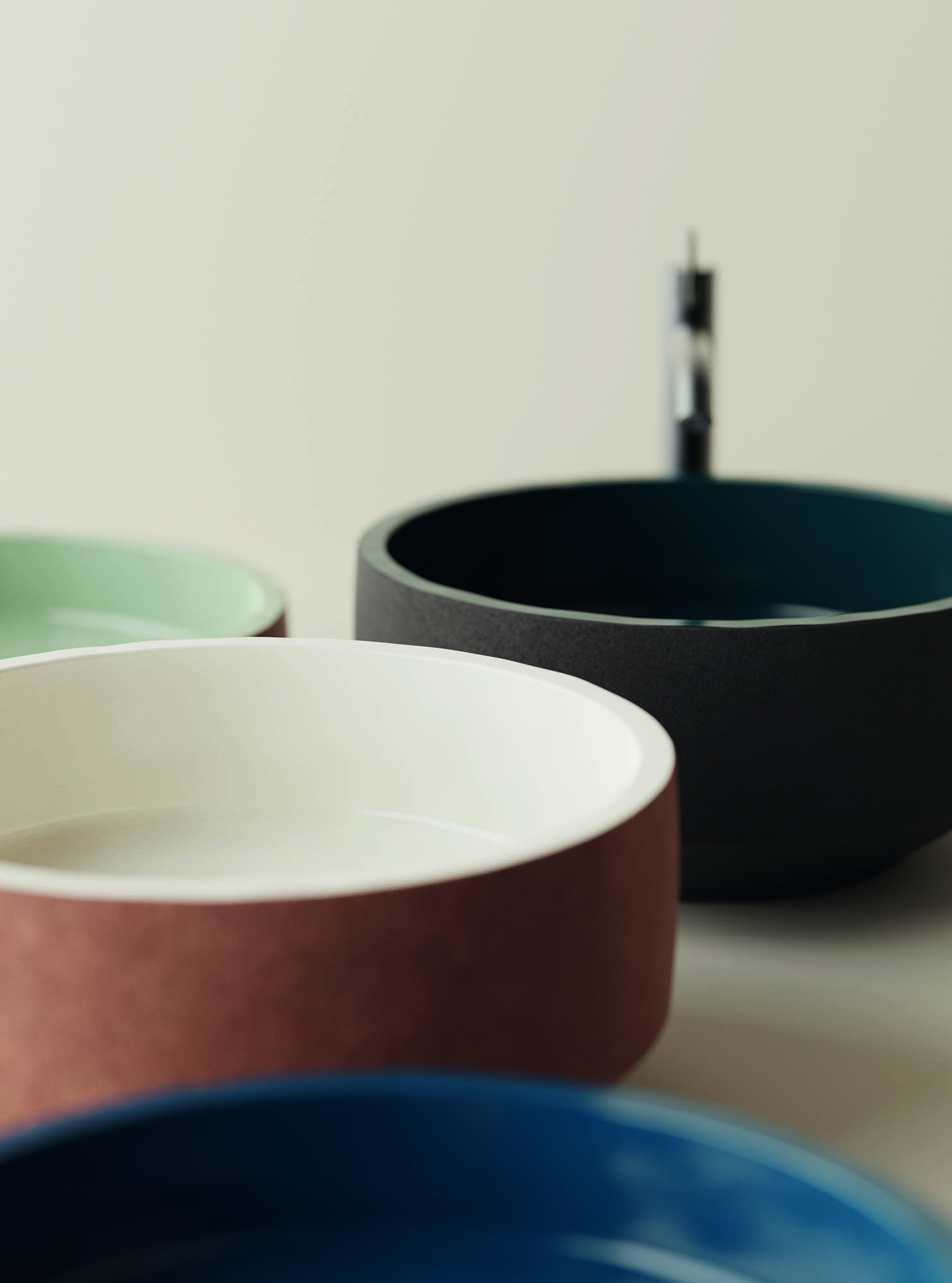
Cenote, Agape (2022)

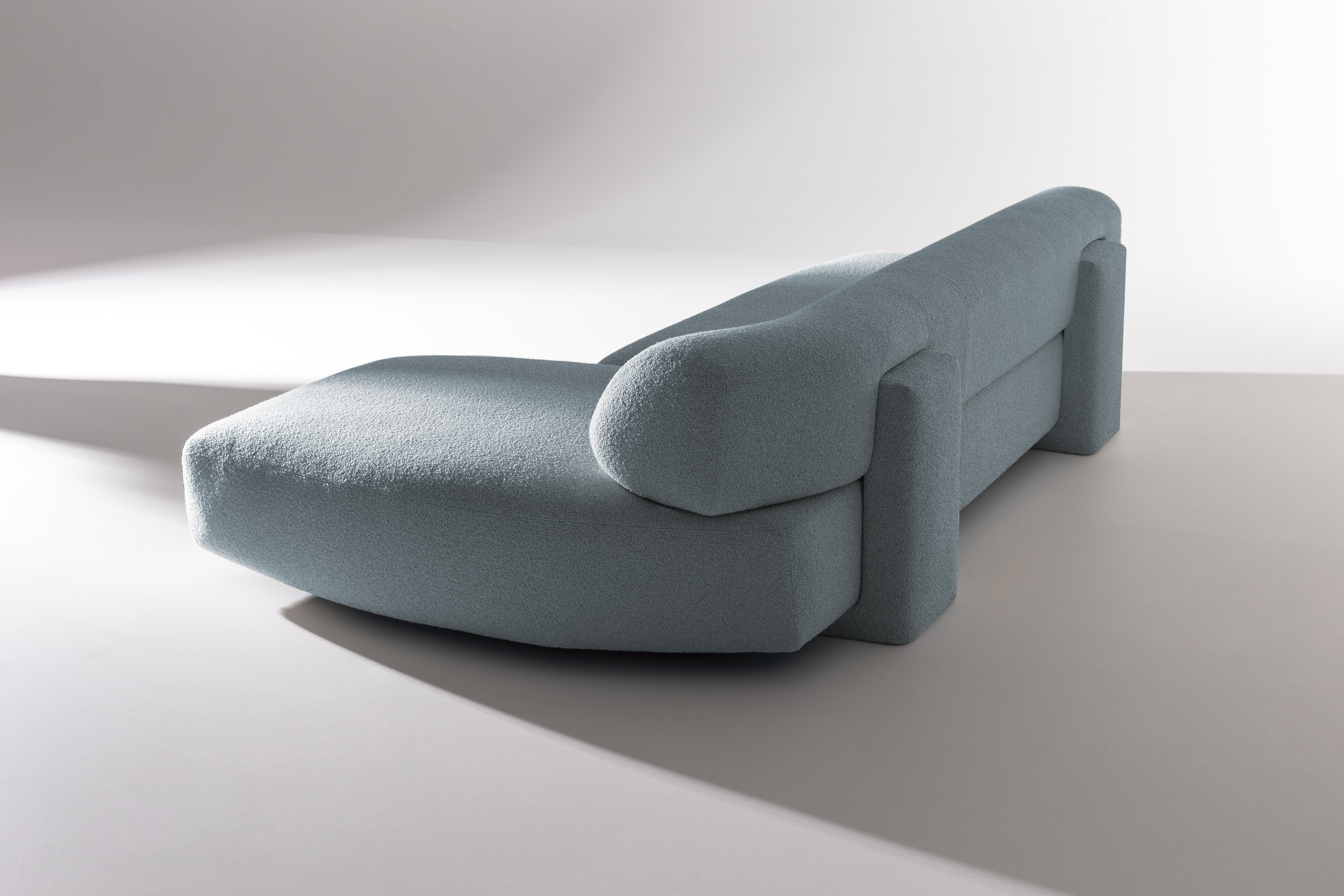
Gogan, Moroso (2019)

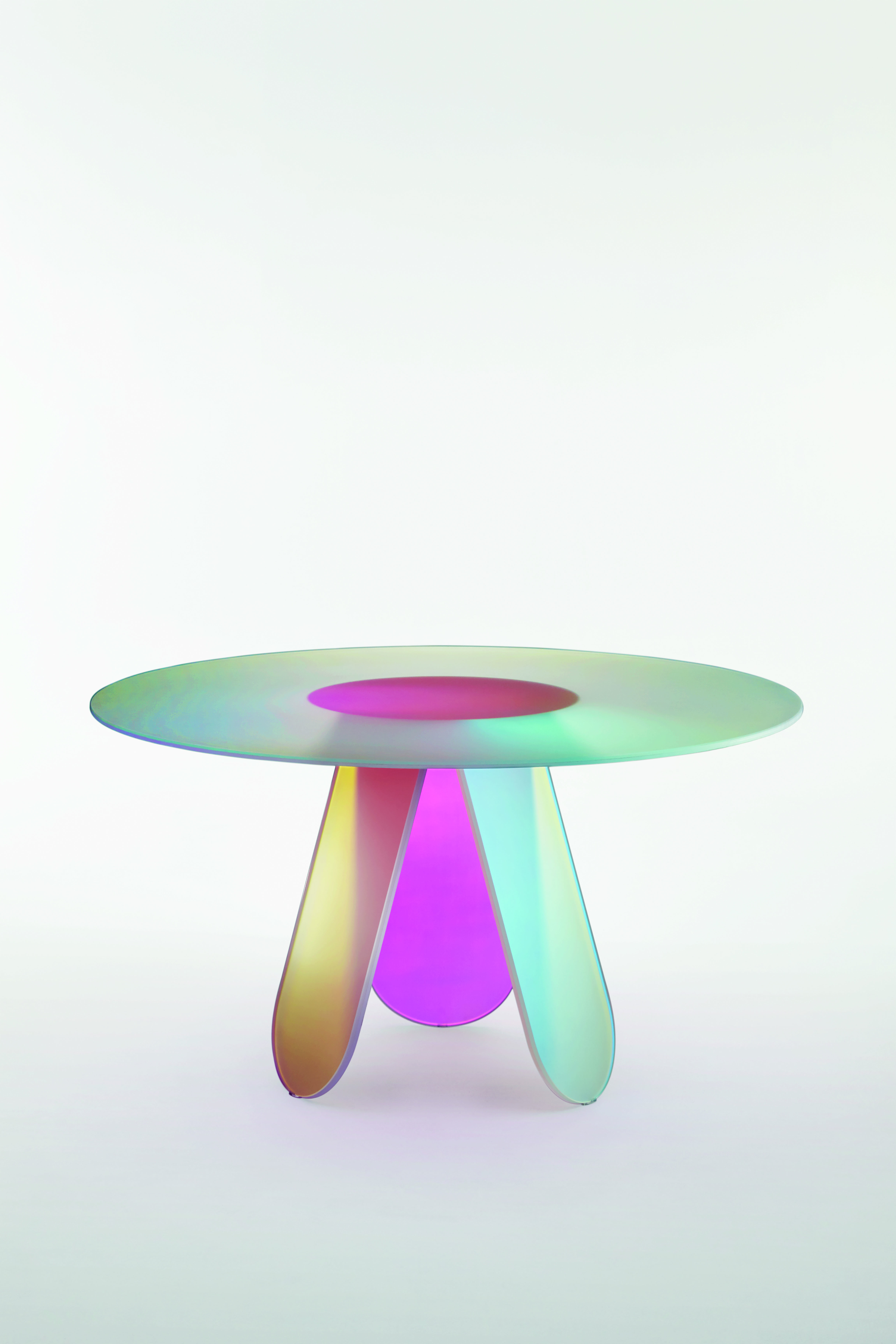
Shimmer, Glas Italia (2015)

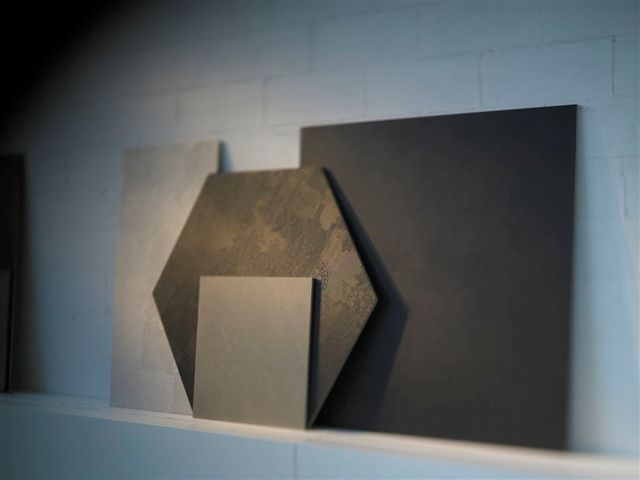
Déchirer, Mutina (2008)

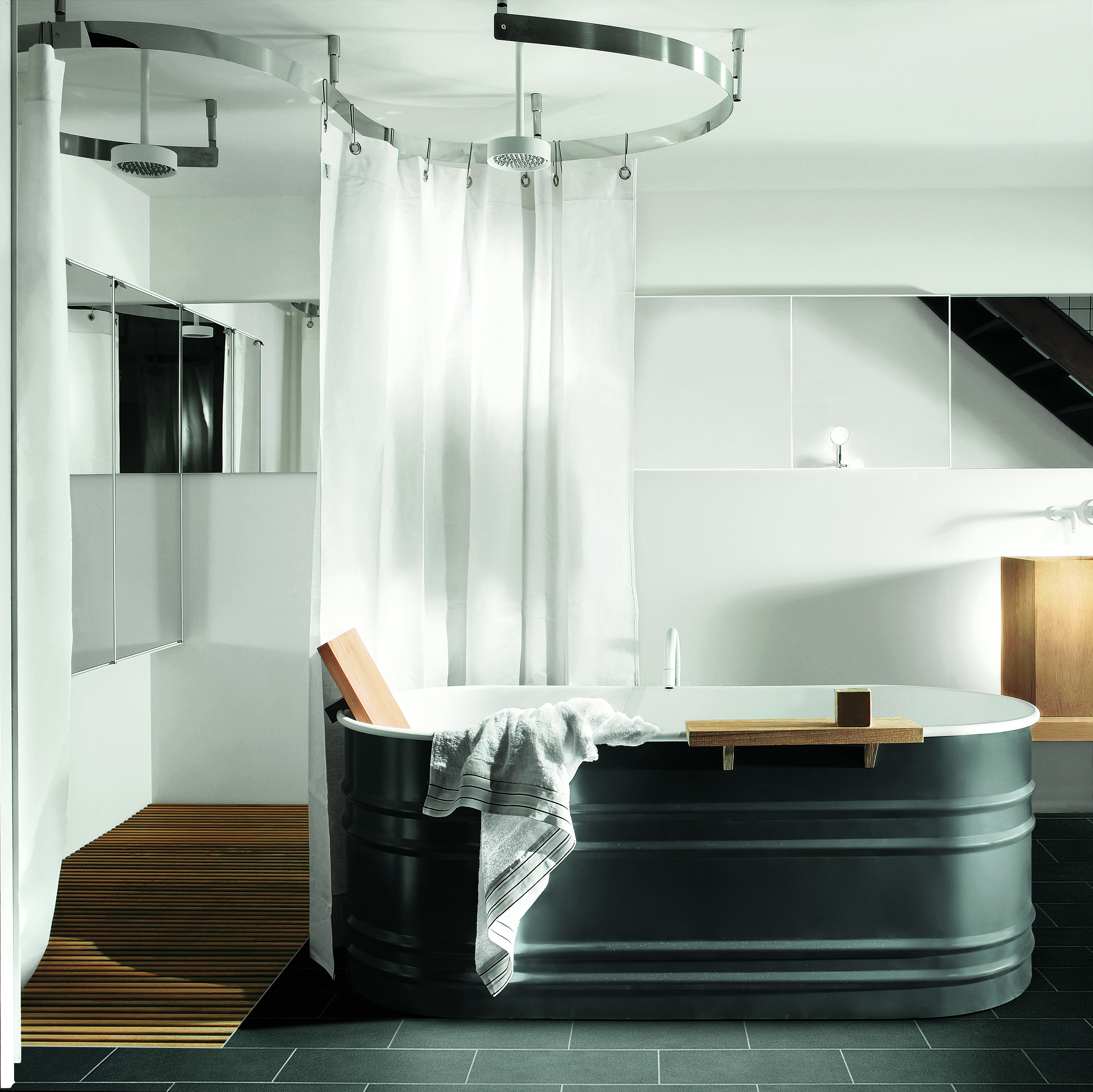
Vieques, Agape (2008)

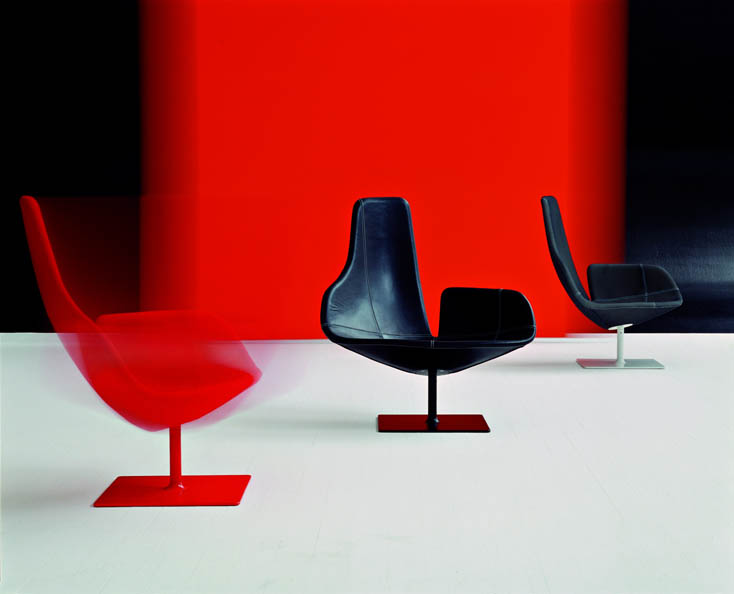
Fjord Chair, Moroso (2002)

  - Tavolino, Merlate Coffe Table, per Bitossi
  - Letto, Mon-nid Bed, per Cassina
  - Tappeto, Cryptid, per cc-tapis
  - Collezione bagno, Balcoon, per Duravit
  - Tavolini, Opalia Tables, per Glas Italia
  - Console, Lepid, per Kartell
  - Teiera, Ardilla Teapot, per Loewe
  - Poltrona, Pecora Armchair, per Louis Vuitton
  - Divano, Cuadra Soft, per Moroso
  - Divano, Sedona, per Moroso
  - Comodino, Tilt, per Moroso
  - Divano, Gruuvelot, per Moroso

- 2024:
  - Vasca, Cenote, per Agape
  - Sgabello, Valencia Stool, per Andreu World
  - Vasi, Merlate Vases, per Bitossi
  - Set picnic, Tahiti Pic-nic, per Buccellati
  - Tavolino, Geodies, per Budri
  - Divano, Lud'o Sofa, per Cappellini
  - Tavolo, Lud'o Table, per Cappellini
  - Divano e poltrona, Dudet Sofa + Armchair, per Cassina
  - Poltrona, Moncloud Armchair, per Cassina
  - Tappeto, Rigadino Rug, per Cassina
  - Coperta, Toncloud Blanket, per Cassina
  - Set Tavolo e Sedia, Trampoline Dining, per Cassina
  - Tappeto, M'ama Non M'ama, per cc-tapis
  - Tappeto, Sonora, per cc-tapis
  - Collezione, Alberoni, per Cimento
  - Collezione, Lazzaro, per Cimento
  - Collezione, Riva, per Cimento
  - Collezione, Naturalia, per Etel
  - Set Tavolo e Sgabello, Babar, per Glas Italia
  - Seduta, AALAND Family, per Kartell
  - Sgabello - Vasi, Corteza, per Kartell
  - Divano modulare, Insula, per Kettal
  - Divano, Gruuve, per Moroso
  - Collezione bagno, The Small Hours, per Salvatori
  - Cucina, Mantle, per Signature Kitchen
  - Panca, Rocky Bench, per Technogym
  - Tavolino, Remis, per Glas Italia
  - Sgabello, Alder, per Mater
- 2023:
  - Lavabo, Cenote - Free Standing, per Agape
  - Scultura, Octopoda, per Kvadrat
  - Divano modulare, Bolete, per Andreu World
  - Superficie, Aquarel, per Budri
  - Scarpe, Caban, per CABaN
  - Divano, Moncloud, per Cassina
  - Specchio, No Vanitas, per Cassina
  - Tappeto, Panoplie, per cc-tapis
  - Tappeto outdoor, Mangas Outdoor, per Gandia Blasco
  - Tavolino, Robotin, per Glas Italia
  - Tappeto, Parays, per Kartell
  - Tessuto, Sport, per Kvadrat
  - Poltrona, Pheaby, per Moroso
  - Superficie, Mater, per Mutina
  - Superficie, Jali, per Mutina
  - Superficie, Chamotte, per Mutina
  - Tessuto, Desso & Patricia Urquiola, per Tarkett
  - Lavabo, Bloque, per Agape
- 2022:
  - Tappeto, Pipeline, per cc-tapis
  - Lavabo, Cenote, per Agape
  - Sedia e tavolo, Oru Chair and Table, per Andreu World
  - Poltroncina, Lud’ina Small Armchair, per Cappellini
  - Divano, Sengu Bold, per Cassina
  - Tavoli, Frari Tables, per Cimento
  - Sgabello, Zattere Stool, per Cimento
  - Tavolino, Fondamenta Side Table, per Cimento
  - Vasi, Erasmo, per Cimento
  - Painting - Mirror, Canal Grande, per Cimento
  - Sculture di Porcellana, Hybrida 2, per EDIT Capodimonte
  - Vasi, Oxymoron, per Editions Milano
  - Lampada, Almendra, per Flos
  - Tavolini, Simoon Tables, per Glas Italia
  - Contenitore, Doble Storage, per Glas Italia
  - Sedia lounge, Cardigan Knit Lounge Chair, per Haworth
  - Tessuti, Rooms, per Jannelli&Volpi
  - Occhiali, Hilo, per Jins
  - Divano, Plumòn, per Kettal
  - Tessuto, Punkto, per Kvadrat
  - Abbigliamento, Habito, per Max Mara
  - Scarpe, URBAN Shoes, per UYN
- 2021:
  - Arredo outdoor, Vieques Outdoor, per Agape
  - Lavabo, Limon, per Agape
  - Tessuti, Bolon, per Bolon
  - Tavoli, Architexture, per Budri
  - Poltrona, Dudet Armchair, per Cassina
  - Tappeto, Venus Power, per cc-tapis
  - Sculture di Porcellana, Hybrida, per EDIT Capodimonte
  - Tavolino, Simoon Coffee Table, per Glas Italia
  - Sedia, Charla, per Kartell
  - Tavolino, Undique, per Kartell
  - Divano, Pacific, per Moroso
  - Borsa, Off-White c/o Patricia Urquiola x Tessabit, per Off-White
  - Tavolo, Taula, per Salvatori
- 2020:
  - Tavolini, Raiz e Cascas, per Etel
  - Sedia, Dalya, per Coedition
  - Rivestimenti, Grada e Quadra, per Alpi
  - Borse, Marvles, per Valextra (in collaborazione con Budri)
  - Struttura ufficio, Pergola, per Haworth
  - Tappeti, Patcha, per cc-tapis
  - Tenda, Lumo, per Kvadrat
  - Tessuti, Relate e Reflect, per Kvadrat
  - Sedia lounge, Nuez Lounge Bio®, per Andreu World
  - Poltrona lounge, Lud'o Lounge Chair, per Cappellini
  - Poltrona, Getlucky, per Moroso
  - Poltrona, Ruff, per Moroso
  - Console, Cascas e Raiz, per Etel Design
  - Letto, Bio-mbo, per Cassina
  - Divano, Sengu Sofa, per Cassina
  - Collezione outdoor, Trampoline, per Cassina
- 2019:
  - Poltrona, Back Wing Armchair, per Cassina
  - Tappeti, Fordite, per cc-tapis
  - Lampada outdoor, Caule, per Flos
  - Tappeti, Nuances, per Gan
  - Tavoli, Bisel, per Glas Italia
  - Collezione outdoor, Anatra, per Janus et Cie
  - Seduta, Gogan, per Moroso
- 2018:
  - Divano, Bowy, per Cassina
  - Tappeto, Slinkie, per cc-tapis
  - Tappeto, Mirage, per Gan
  - Tavolini, L.A. Sunset, per Glas Italia
  - Chair, Vimini, per Kettal
  - Vaso, Overlay Bowl, per Louis Vuitton
  - Divano, Chamfer, per Moroso
  - Tavolo, Burin, per Viccarbe
- 2017:
  - Sedia, Nuez, per Andreu World
  - Divano, Super Beam, per Cassina
  - Tappeti, Rotazioni, per cc-tapis
  - Tappeti, Garden Layers, per Gan
  - Tavolini, Liquify, per Glas Italia
  - Collezione Lavabi, Sonar, per Laufen
  - Piastrelle, Déchirer XL, per Mutina
  - Piastrelle, Cover, per Mutina
- 2016:
  - Poltrona Lounge, Gender, per Cassina
  - Tappeti, Visioni, per cc-tapis
  - Credenza, Credenza, per Editions Milano
  - Collezione Accessori Tavola, Urkiola, per Georg Jensen
- 2015:
  - Vasca, Lariana, per Agape
  - Divano, Fat, per B&B Italia
  - Lampada, Serena, per Flos
  - Tavolini, Shimmer, per Glas Italia
  - Sedia, Roll, per Kettal
  - Superfici, Biscuit, per Listone Giordano
  - Poltrona, Lilo, per Moroso
  - Sedia, Mathilda, per Moroso

- 2014:
  - Maniglia, Conca, per Olivari
  - Poltrona, Husk, per B&B Italia
  - Cucina, Salinas, per Boffi
  - Collezione Bagno, Rabbet, per Budri
  - Piatti e Bicchieri, Jellies, per Kartell
  - Divano, (Love me) Tender, per Moroso
- 2013:
  - Collezione Outdoor, Canasta 13', per B&B Italia
  - Collezione Arredo, Earthquake 5.9, per Budri
  - Tappeto, Logenze, per Ruckstuhl
- 2012:
  - Maniglia, Lucy, per Olivari
  - Vasi, Variations, per Baccarat
  - Daybed, Cottage, per Kettal
  - Divano, M.a.s.s.a.s., per Moroso
- 2011:
  - Collezione Bagno, Vieques, per Agape
  - Lampada, Tatou, per Flos
  - Poltrona, Foliage, per Kartell
  - Poltrona, Biknit, per Moroso
- 2010:
  - Tappeti, Mangas, per Gan
  - Sedia, Comback, per Kartell
  - Divano, Redondo, per Moroso
  - Piastrelle, Tierras, per Mutina
- 2009:
  - Divano, Night & Day, per Molteni
  - Maniglia, Adamant, per Olivari
  - Tecnologia, Haori, per Panasonic
- 2008:
  - Poltrona, Crinoline, per B&B Italia
  - Tavolo, Mantis, per De Padova
  - Collezione Sedute, Tropicalia, per Moroso
- 2007:
  - Poltrona, Bergere, per De Padova
  - Poltrona outdoor, Pavo, per Driade
  - Collezione outdoor, Maia, per Kettal
  - Collezione Sedute, Antibodi, per Moroso
- 2006:
  - Divano, Tufty-Time, per B&B Italia
  - Lampada, Caboche, per Foscarini
- 2004:
  - Collezione, Fat Fat, per B&B Italia
- 2000:
  - Divano, Lowland, per Moroso
- 1998:
  - Divano, Step, per Moroso

## Riconoscimenti
Patricia Urquiola ha ricevuto i seguenti riconoscimenti:
- 2025 - HiP Award, Workplace: Table, Mater Alder - Haworth

- 2025 - HiP Award, Workplace: Stool, Valencia Stool - Andreu World
- 2025 - HiP Award, Sustainability, Alder Tables - Haworth
- 2025 - HiP Award, Sustainability, Valencia Stool - Andreu World
- 2025 - Best of NeoCon, Silver Award, Bolete Armchair - Andreu World
- 2025 - Best of NeoCon, Gold Award, Nina Lounge   Andreu World
- 2025 - Best of NeoCon, Gold Award, Bolete Lounge Outdoor - Andreu World
- 2025 - Best of NeoCon, Silver Award, Bolete Lounge Outdoor - Andreu World
- 2025 - Best of NeoCon, Sustainability Award, Valencia Stool - Andreu World
- 2025 - Best of NeoCon, Sustainability Award, Alder Tables - Haworth
- 2024 - Best of NeoCon, Silver Award, Brezal Occasional Table - Andreu World
- 2024 - Best of NeoCon, Sustainability Award, Bolete Chair - Andreu World
- 2024 - Best of NeoCon, Sustainability Award, Bolete Conference Table - Andreu World
- 2023 - HiP Award, Product - Environmental Impact, Bolete Lounge BIO® - Andreu World
- 2023 - HiP Award, Furniture: Seating & Table, Bolete Lounge BIO® - Andreu World
- 2023 - Best of NeoCon, Sustainability Award, Bolete Occasional BIO® - Andreu World
- 2023 - Best of NeoCon, Business Impact Award, Bolete Lounge BIO® - Andreu World
- 2023 - Frame Award, Lifetime Achievement
- 2022 - HiP Award, Workplace: Lounge Seating, Urquiola Knit Lounge - Haworth
- 2022 - Best of NeoCon, Gold Award, Oru Chair - Andreu World
- 2022 - Best of NeoCon, Gold Award, Oru Table - Andreu World
- 2022 - Best of NeoCon, Innovation Award, Knit Lounge - Haworth
- 2021 - Best of NeoCon, Gold Award, Nuez Lounge BIO - Andreu World
- 2021 - Best of NeoCon, Sustainability Award, Nuez Lounge BIO - Andreu World
- 2021 - Best of NeoCon, Silver Award, Pergola - Haworth
- 2020 - HiP Award, Workplace: Lounge Seating, Lud’o Lounge - Haworth & Cappellini
- 2020 - HiP Award, Workplace: Meeting Room/Pod, Pergola - Haworth
- 2019 - HiP Award, Hospitality Seating, Back-Wing - Haworth/Cappellini
- 2019 - HiP Award, Workplace: High-Back Seating, Cabana Lounge - Haworth
- 2019 - Best of NeoCon, Gold Award, Cabana Lounge - Haworth
- 2019 - Best of NeoCon, Gold Award, Nuez Outdoor - Andreu World
- 2019 - Archiproducts Design Awards, Outdoor, Nuez Outdoor - Andreu World
- 2018 - Red Dot Design Award, Seating Conference, Nuez - Andreu World
- 2017 - HiP Award, Hospitality Seating, Nuez - Andreu World
- 2017 - EDIDA, Floor Covering category winner, Visioni - cc-tapis
- 2017 - EDIDA, Seating category winner, Gender - Cassina
- 2015 - EDIDA, Kitchen category winner, Salinas - Boffi
- 2015 - Laurea Honoris Causae - Shenkar College of Engineering and Design, Tel Aviv
- 2015 - Wallpaper, Designer of the Year*
- 2015 - Expo Milan Ambassador and member of Women for Expo
- 2015 - Titan Award - International Interior Design Association
- 2014 - EDIDA, Bedding category winner, Husk - B&B Italia
- 2014 - Premio Marisa Bellisario per Moda Arte Design
- 2014 - Best of NeoCon, Competition winner, Openest - Haworth
- 2013 - EDIDA, Outdoor category winner, Cottage - Kettal
- 2012 - EDIDA, Wall Covering category winner, Nat(f)Use - Budri
- 2012 - EDIDA, Outdoor category winner, Husk - B&B Italia
- 2012 - Architektur und Wohnen Magazine, Designer of the Year
- 2011 - German Design Award
- 2011 - EL MUNDO, 25 world’s most influential persons - Trends Category
- 2011 - Interior Design Magazine, Hall of Fame
- 2011 - Medalla de Oro al Mérito en las Bellas Artes - King Juan Carlos I of Spain
- 2011 - Ordine Isabella la Cattolica
- 2010 - Premio «Título de Hija predilecta de la ciudad de Oviedo»
- 2010 - H.O.M.E. Magazine Germany, Best Designer of the first Decade of the 21st Century
- 2010 - Home e Häuser, Designer of the Decade (2000-2010)
- 2009 - EDIDA, Wall Covering category winner, Déchirer - Mutina
- 2009 - ICFF Awards, Carpet and Flooring category, Mangas - GAN
- 2008 - EDIDA, Bathroom category winner, Pear - Agape
- 2008 - AD Spain, Designer of the Year
- 2007 - EDIDA, Seating category winner, Antibodi - Moroso
- 2006 - Wallpaper, Designer of the Year*
- 2005 - Red Dot Design Award, Product Design, Diamond - Molteni
- 2005 - EDIDA, Bedding category winner, Fat Fat - B&B Italia
- 2005 - EDIDA, Designer of the Year
- 2004 - Good Design Award, Lighting - Bague Lamp - Foscarini
- 2003 - Design Prize, Best System Award